# Maria Victòria Molins i Gomila
Maria Victòria Molins i Gomila   (Barcelona, 28 de març de 1936 - Barcelona, 19 de febrer de 2025) va ser una religiosa i activista social catalana membre de la Companyia de Santa Teresa de Jesús, coneguda també com a Viqui Molins i com a «la monja del carrer».

## Biografia
Va néixer en una família benestant del barri de la Bonanova de Barcelona. El seu pare la va portar als indrets més desfavorits de Barcelona perquè es fes càrrec de la realitat de la ciutat i a visitar l'Hospital de Sant Joan de Déu i el Cottolengo. El 1956 va començar el noviciat per entrar a la Companyia de Santa Teresa de Jesús i després va estudiar filosofia i lletres a la Universitat de Barcelona. Durant 15 anys va ser mestra en escoles religioses de València i Madrid, fins que a principis de la dècada del 1980 va tornar a Barcelona.
Els viatges que va fer a Nicaragua el 1981, la van fer decidir a dedicar-se al voluntariat ajudant a persones en risc d'exclusió social, persones recluses, persones drogodependents, fent de mestra, etc. al barri del Raval de Barcelona, on el 1995 es va traslladar a viure. M. Victòria Molins explicava que si la tractaven com a mestra de carrer era pel fet de ser seguidora de Sor Genoveva Masip.
Mantenia una postura crítica amb l'actual església catòlica i defensava, per exemple, el matrimoni de capellans o demanava més presència de la dona a l'església. El seu llibre Alexia, experiencia de amor y dolor vivida por una adolescente, va inspirar el director Javier Fesser, que va portar el llibre a la pantalla gran amb la pel·lícula Camino. Des de l'abril de 2011 fins que es va morir, col·laborava amb el portal d'actualitat religiosa CatalunyaReligió.cat amb l'espai anomenat La mística del carrer.
El 2017 va impulsar l'Hospital de Campanya a l'Església de Sant Anna de Barcelona, per atendre persones sense sostre, juntament amb Peio Sánchez i Xavier Morlans. Aquest centre, que ofereix diversos serveis, durant la pandèmia per la covid-19 repartia 200 àpats diaris i el 2025 en repartia 300. El 2017 va anar a les llistes de Junts per Catalunya per Barcelona a les eleccions al Parlament de Catalunya de 2017.
Va crear la Fundació Viqui Molins el 2023, per assistir i donar suport a persones sense llar, joves, dones vulnerables i migrants.
Va morir a casa seva després d'una crisi cardíaca.

## Reconeixements
El 6 de febrer de 2015 «com un reconeixement a la seva trajectòria professional i personal en el món de l'educació i la religió» fou investida doctora honoris causa per la Universitat Ramon Llull a proposta de la Facultat d'Educació Social i Treball Social Pere Tarrés. Molins va ser la segona dona doctora honoris causa proposada per la FESTS Pere Tarrés-URL. El 16 de juliol de 2015 va ser la pregonera de la Festa Major del Raval, el seu barri. El 2015 va rebre el 32è Premi Internacional Alfonso Comín pel seu compromís amb les persones més desfavorides i excloses. L'any 2021, amb motiu del seu 85è aniversari, l'Hospital de Campanya de la Parròquia de Santa Anna de Barcelona va organitzar un homenatge «per la seva opció constant per les persones vulnerables, per la seva proximitat al patiment a les presons i pel seu optimisme permanent».

## Llibres
Va escriure més de 60 llibres, entre els quals destaquen els següents.
- Molins, Maria Victòria.. El regal de la vida : setanta-set anys de compromís d'una monja entre dos segles.  Barcelona: Columna, 2013. ISBN 9788466417310.
- Molins, María Victoria.. Si Teresa de Jesús volviera hoy: dos grandes temas de actualidad: ecología y vivienda, aplicados a los símbolos teresianos de la oración mental.  Burgos: Editorial Monte Carmelo, [2013]. ISBN 9788483535370.
- Molins, María Victoria.. Alexia experiencia de amor y dolor vivida por una adolescente. 1a. ed.  Barcelona: Planeta, 2009. ISBN 9788408085485.
- de Ahumada, Laia. Monges.  Barcelona: Fragmenta, 2008. ISBN 9788492416028.
- Molins, María Victoria 1936-. Estava a la presó i em vau visitar.  Barcelona: Claret, 2016. ISBN 9788498465013.